# غيزمل عليا (مقاطعة ديواندرة)
غيزمل عليا (بالفارسية: گیزمل علیا) هي قرية تقع في قسم سارال الريفي (مقاطعة ديواندرة) في إيران. يقدر عدد سكانها بـ 226 نسمة بحسب إحصاء 2016.